# Jakub Bednarczyk
Jakub Bednarczyk (Tarnowskie Góry, 2 januari 1999) is een Pools-Duits voetballer die uitkomt als vleugelverdediger. Hij verruilde Bayer Leverkusen in januari 2019 transfervrij voor FC St. Pauli.

## Clubcarrière
Bednarczyk begon zijn carrière bij de jeugd van SV Bergisch Gladbach 09. In 2015 maakte hij de overstap naar de jeugd van Bayer Leverkusen alwaar hij in de zomer van 2018 doorstroomde naar het eerste elftal. Op 13 december 2018 maakt hij zijn debuut in het eerste elftal in de Europa League wedstrijd in de uitwedstrijd tegen AEK Larnaca. Acht minuten voor tijd kwam hij op het veld ten nadele van Wendell. In januari 2019 verruilde hij Bayer Leverkusen voor een contract bij FC St. Pauli.

## Clubstatistieken
| Seizoen | Club             | Competitie    | Competitie | Competitie | Beker | Beker | Internationaal | Internationaal | Totaal | Totaal |
| Seizoen | Club             | Competitie    | Wed.       | Dlp.       | Wed.  | Dlp.  | Wed.           | Dlp.           | Wed.   | Dlp.   |
| ------- | ---------------- | ------------- | ---------- | ---------- | ----- | ----- | -------------- | -------------- | ------ | ------ |
| 2018/19 | Bayer Leverkusen | Bundesliga    | 0          | 0          | 0     | 0     | 1              | 0              | 1      | 0      |
| 2018/19 | FC St. Pauli     | 2. Bundesliga | 0          | 0          | 0     | 0     | —              | —              | 0      | 0      |
| Totaal  | Totaal           | Totaal        | 0          | 0          | 0     | 0     | 1              | 0              | 1      | 0      |

Bijgewerkt op 11 juni 2019.

## Interlandcarrière
Bednarczyk doorliep verschillende Poolse nationale jeugdteams. Hij nam met Polen –20 deel aan het WK –20 van 2019.